# Waldsteppen-Beifuß
Der Waldsteppen-Beifuß (Artemisia pancicii), auch Waldsteppen-Wermut oder Pančić-Beifuß genannt, ist eine äußerst seltene Pflanzenart aus der Familie der Korbblütler (Asteraceae). Das Epitheton, der in der Pannonischen Florenprovinz endemisch auftretenden Art, ehrt den serbischen Botaniker Josif Pančić.

## Beschreibung

### Vegetative Merkmale

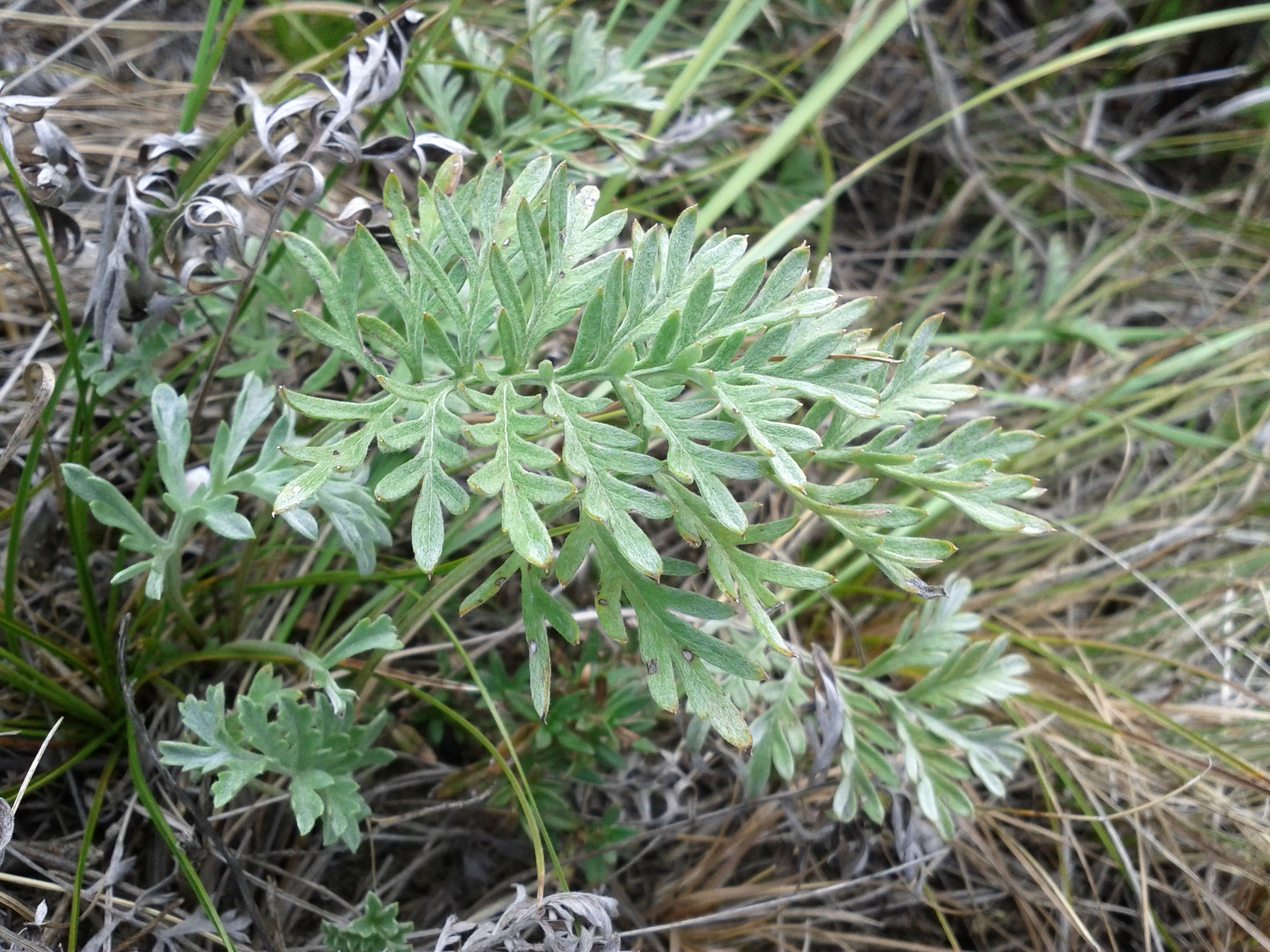
Sterile Laubblattrosetten

Der Waldsteppen-Beifuß wächst als ausdauernde und krautige Pflanze und besitzt lange, kriechende, ausläuferartige Rhizome. Die Ausbreitung erfolgt vorwiegend vegetativ, Blühtriebe werden relativ spät und in geringem Ausmaß gebildet.
Die nicht aromatisch riechende Pflanze ist graugrün gefärbt und wird im Winter mehr oder weniger schwarz. Sie bildet zahlreiche unfruchtbare, 5 bis 10 Zentimeter hohe Triebe mit meist drei bis fünf Laubblättern aus. Die blütentragenden Stängel erreichen Wuchshöhen von 30 bis 90 (selten 20 bis 95) Zentimeter.
Die wechselständigen Laubblätter wachsen als lang gestielte Grundblätter, kürzer gestielte mittlere Stängelblätter und fast sitzende und geöhrte obere Stängelblätter. Sie sind beidseitig filzig silbrig behaart und gegen den Herbst zu manchmal kahl. Die Grundblätter besitzen rinnenförmige Blattstiele mit 4 bis 11 (selten 2,5 bis 16) Zentimetern Länge. Ihre zweifach (selten dreifach) unpaarig fiederspaltige Blattspreiten sind 4 bis 10 (selten 2 bis 13) Zentimeter lang und 3,5 bis 6 (selten 2,3 bis 7) Zentimeter breit mit einem breit eiförmigen, breit elliptischen oder breit verkehrt-eiförmigen Umriss. Die Fiederabschnitte sind meist etwa 2 Zentimeter lang mit einem schmal eiförmigen bis schmal verkehrt-eiförmigen Umriss, die Endabschnitte sind schmal verkehrt-lanzettlich bis lanzettlich, 4 bis 8 Millimeter lang und 0,8 bis 2 Millimeter breit und spitz bis zugespitzt.

### Generative Merkmale

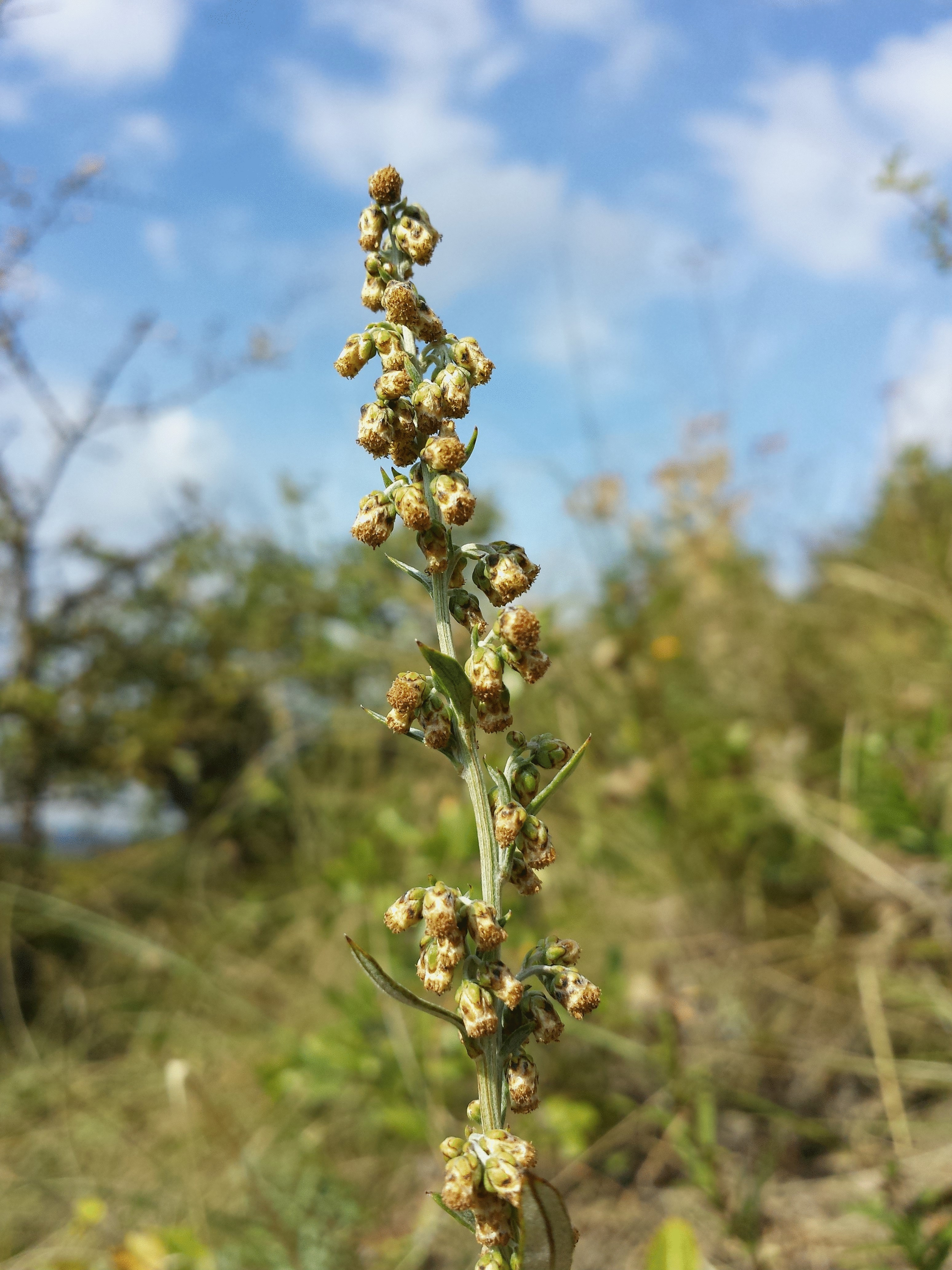
Blütenstand

Die Blütezeit erstreckt sich von September bis Oktober. In vielen Jahren werden nur Blattrosetten gebildet und die Entwicklung von Blütenrispen bleibt aus. Stressfaktoren wie Trocken- oder Hitzeperioden führen zu einer vermehrten Blütenbildung im Folgejahr.
In achsel- und endständigen, schmalen, einseitswendigen, rispigen Blütenständen mit einer Länge von 8 bis 38 (selten bis 59) Zentimeter stehen mehr als zehn körbchenförmige Teilblütenstände zusammen. Die sitzenden Tragblätter sind kurz geöhrt, gezähnt oder ganzrandig. Die kurz gestielten, nickenden Körbchen sind kugelig bis breit glockenförmig und messen etwa 3 Millimeter im Durchmesser. Die Hüllblätter sind breit eiförmig und am oberen Ende stumpf mit einem breiten, trockenhäutigen Rand. Sie sind anfangs dicht flaumig behaart und verkahlen später. Der abgeflachte Korbboden ist kahl.
In jedem Blütenkörbchen befinden sich außen fünf bis zehn weibliche und in der Mitte zehn bis fünfzehn zwittrige Röhrenblüten, die von außen nach innen aufblühen. Die fünf flaumig behaarten Kronblätter sind gelblich. In den fruchtenden Körbchen werden ellipsoide, seitlich etwas zusammengedrückte Achänen mit einer Länge von etwa 1 Millimeter gebildet, von denen nur wenige lebensfähige Samen ausbilden.

### Chromosomenzahl
Der Waldsteppen-Beifuß ist hexaploid mit einer Chromosomenzahl von 2n = 54.

## Vorkommen, Gefährdung und Schutzmaßnahmen

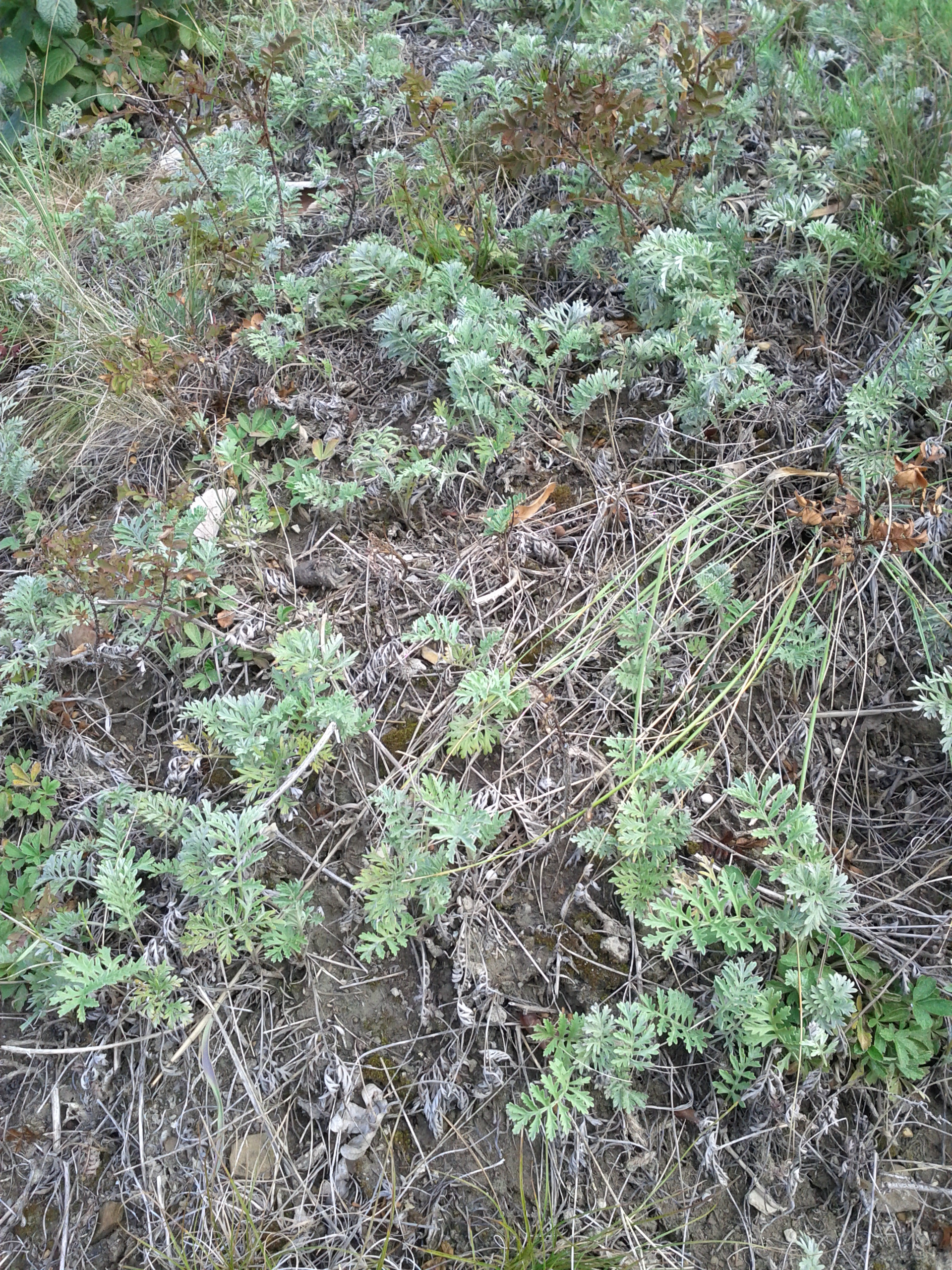
Fundort am Bisamberg

Der Waldsteppen-Beifuß ist in Randbereichen der Pannonischen Tiefebene beheimatet. Dort besiedelt er zwei Teilareale im südlichen Mähren in Tschechien und im Osten Österreichs einerseits und in der serbischen autonomen Provinz Vojvodina andererseits. In Österreich tritt die Art in Niederösterreich am Bisamberg bei Wien, am Hundsheimer Berg und am Spitzerberg und im Burgenland am Steinberg, im Teichtal bei Neusiedl am See, bei Nickelsdorf und bei Mönchhof auf. In Südmähren gibt es nur wenige Fundorte, einige Vorkommen sind bereits erloschen. In Serbien tritt die Art an rund fünf Stellen in der Deliblater Sandpuszta auf. Die Vorkommen sind teilweise fraglich, ein Vorkommen zwischen den Orten Grebenac und Šušara konnte aber kürzlich bestätigt werden. Die rund zehn Vorkommen befinden sich alle im pannonischen Gebiet und sind jeweils nur wenige hundert Quadratmeter groß. Die Art wird in der Roten Liste Österreichs als stark gefährdet geführt, Mähren gilt sie als vom Aussterben bedroht.
Er gilt als Bewohner von wärmeliebenden Saumstandorten, lückigen Waldsteppen sowie offenen Steppen-Trockenrasen. Er kann verschiedene Habitate besiedeln: Vorkommen sind für wärmeliebende Eichenwälder (Quercion pubescenti-petraeae) und Gebüschsaumgesellschaften (Geranion sanguinei), Trespen-Halbtrockenrasen (Bromion erecti) und Rasensteppengesellschaften (Festucion valesiacae) belegt. Eine maßvolle Beweidung stellte keine Bedrohung dar, Betritt und Fraß regen sogar die Blattneubildung an. eine Gefährdung besteht vor allem durch Verbrachung durch hochwüchsige Gräser und Stauden.
Auf europäischer Ebene wurde der Waldsteppen-Beifuß als europäische, wildlebende Pflanze 1979 durch die Berner Konvention unter Schutz gestellt. Die Europäische Union führt den Waldsteppen-Beifuß in der FFH-Richtlinie in Anhang II der Tier- und Pflanzenarten von gemeinschaftlichem Interesse, für deren Erhaltung besondere Schutzgebiete ausgewiesen werden müssen. Zusätzlich wurde diese Schutzmaßnahme als prioritär zu behandelnd festgelegt.
In Niederösterreich wurde das Europaschutzgebiet Bisamberg errichtet, im Burgenland die Nickelsdorfer Haide. Am Bisamberg wurden 2009 im Zuge eines LIFE-Naturschutzprojekts Ausläuferstücke entnommen und im Botanischen Garten der Universität Wien daraus Pflanzen herangezogen. Diese wurden im Folgejahr an zwei Stellen ausgesetzt. Im Rahmen eines Artenschutzprojektes wurde unter anderem 2009 eine Ex-situ-Haltung im Sichtungsgarten Königshof im Burgenland durchgeführt.

## Entdeckungsgeschichte
Entdeckt wurde die Art im Jahre 1867 von Josif Pančić zwei Kilometer südwestlich des Dorfes Šušara in der Deliblater Sandpuszta (Deliblatska peščara) in der Vojvodina. Die Lokalität, ein ausgedehntes Binnendünengebiet, befindet sich wenig östlich von Belgrad und nördlich der Donau und gehört heute zu Serbien, damals lag sie auf dem Gebiet Österreich-Ungarns. Da Pančić jedoch nur sterile Laubblätter vorfand, war eine sichere Zuordnung zu einer Familie oder Gattung nicht möglich. Der Versuch Pflanzen im Botanischen Garten in Belgrad zu kultivieren scheiterten ebenso wie Versuche die Pflanzen am Fundort zum Blühen zu bringen. Als 1874 der ungarische Botaniker Vincze von Borbás die Pflanze wiederfand, bat er den dortigen Förster in zu verständigen sobald sie zur Blüte gelangen sollte. Es sollte über 20 Jahre dauern, bis es soweit war. Nachdem die Art zuvor in die Gattung Chrysanthemum gestellt und mit dem Artephitheton pancicii versehen worden war, konnte anhand der blühenden Exemplare die richtige Zuordnung zur Gattung Artemisia vorgenommen werden, allerdings fälschlich als Artemisia latifolia. Das Vorkommen am Bisamberg wurde erst 1932 von Franz Berger entdeckt. Die späte Entdeckung vor den Toren Wiens und am gut erforschten Bisamberg ist darauf zurückzuführen, dass die Pflanze nur auf einem sehr kleinen Areal wächst und nicht jedes Jahr blüht. Berger kontaktierte Karl Ronniger, einen der führenden Botaniker der damaligen Zeit, der nach weiteren Fehlbestimmungen schließlich die Verbindung zum Fundort in der Vojvodina herstellen und die Pflanze als eigene Art – Artemisia pancicii – einordnen konnte. Die Gattung Artemisia umfasst im Deutschen Beifuß und Wermut, aufgrund der größeren Ähnlichkeit der Laubblätter empfiehlt sich die Standardbezeichnung Waldsteppen-Wermut.

## Taxonomie
Die lange Zeit mit Artemisia latifolia verwechselten Populationen wurden 1881 von Viktor Janka als eigenständige Art erkannt und mit dem Namen Chrysanthemum pancicii versehen. Die lange Zeit als gültig angesehene Umkombination in Artemisia pancicii (Janka) Ronniger erfolgte 1938 durch Karl Ronniger. Erst 2003 fanden Jiří Danihelka und Karol Marhold heraus, dass beide Namen wegen fehlender bzw. unzureichender Diagnosen ungültig sind und veröffentlichten den Namen Artemisia pancicii Ronniger ex Danihelka & Marhold mit einer formal korrekten Erstbeschreibung.